# Kälkeröns naturreservat

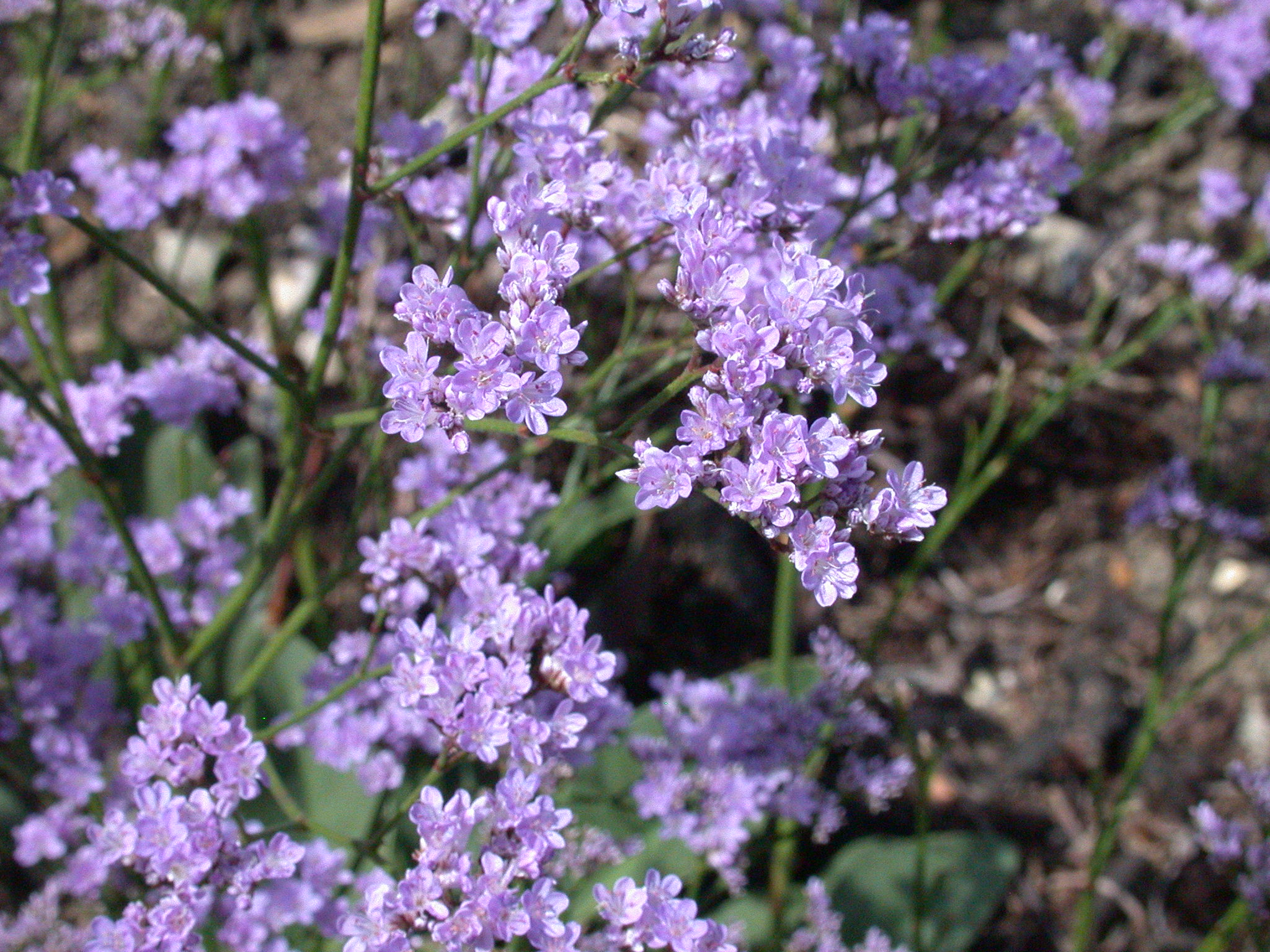
Bohusmarrisp

Kälkerön är en ö och ett naturreservat i Klövedals socken i Tjörns kommun i Bohuslän.
Naturreservatet är skyddat sedan 1980 och omfattar 353 hektar. Det är beläget i Stigfjorden mellan öarna Orust och Tjörn. Till reservatet hör även öarna Brandholmen och Hundholmen. Kälkeröns naturreservat omges av Stigfjordens naturreservat och Valöns naturreservat. 
Kälkerön är en av de större öarna i Stigfjorden och domineras av kala klippor och hällmarker omväxlande med gräshedar. Dalgångarna, som delvis betas, består av botaniskt rika fukthedar, fuktängar och kalkrika torrängar. 
Inom området växer gul fetknopp, styvmorsviol, bohusmarrisp, gåsört, gulkämpar, strandkrypa och strandtrift. 
Där finner man även orkidéerna nattviol och jungfru Marie nycklar.
Strandskata, buskskvätta, havstrut, gråtrut, fiskmås och skrattmås hör till de fåglar man lätt kan finna.
Området förvaltas av Västkuststiftelsen.